# Mortelle Adèle
Ne doit pas être confondu avec Mortadelle.
Mortelle Adèle est une série de bande dessinée jeunesse française créée par Antoine Dole sous le pseudonyme de Mr Tan. Les tomes 1 à 7 sont illustrés par Miss Prickly, les tomes 8 et suivants par Diane Le Feyer. La série a été publiée de 2012 à 2022 par les éditions Bayard Jeunesse qui ont racheté les éditions Tourbillon et Milan, elle est actuellement publiée chez Mr Tan & Co, maison d'édition d'Antoine Dole
Mortelle Adèle raconte le quotidien d'une petite fille au caractère bien trempé prénommée Adèle, qui porte un regard cynique et sans concession sur le monde qui l'entoure. Il y a en elle un peu de Mafalda et de Mercredi Addams.

## Présentation
Antoine Dole imagine le personnage d'Adèle alors qu'il avait 14 ans et était victime de harcèlement scolaire au collège. Il imagine le personnage comme son opposé : fille alors qu'il est un garçon, qui ose tout dire alors qu'il est timide.
Petite, n'ayant pas les vêtements à la mode, Adèle subit les foudres des enfants populaires, au premier rang desquels Jade et Miranda. Pour lutter contre cela, Adèle fonde le Club des Bizarres qui fédère les enfants un peu différents.
Les valeurs défendues par Adèle et son créateur Antoine Dole sont la tolérance, l'acceptation de la bizarrerie, l'affirmation de soi, le refus de se soumettre à la norme.
En avril 2018, 6 ans après son lancement, la série atteint le millionième exemplaire vendu. Fin 2019, plus de 2,5 millions d'exemplaires de la BD avaient été vendus, dont 1 million au cours de la seule année 2019. Fin 2020, près de 5 millions de volumes auraient été vendus au total.
En 2020, parmi les 10 titres de bandes dessinées les plus vendus en France, on trouve 4 volumes de la série Mortelle Adèle.
Début 2021, 13 albums de la série figurent parmi les 20 meilleures ventes hebdomadaires de bandes dessinées.
En mars 2024, la série atteint les 18 millions de lecteurs.
En janvier 2025, Antoine Dole et Diane Le Feyer, co-auteurs de Mortelle Adèle, accusent leur ancien éditeur, Bayard Jeunesse, de trahir leur confiance et de tromper les lecteurs en continuant à exploiter leur œuvre sans leur consentement. Bayard Jeunesse réfute ces accusations, les qualifiant d'allégations infondées.

## Personnages

### Adèle
Elle est l'héroïne de la série. Petite fille rousse avec de longues couettes , elle arbore un uniforme d'écolière semblable à celui qu'on trouve dans les écoles anglaises. Elle passe son temps à réaliser des expériences toutes plus farfelues les unes que les autres sur son chat. Impertinente, elle désobéit souvent à ce que lui imposent les adultes et redouble d'imagination pour imposer ses règles.

### Famille

#### Les parents
Tentent quotidiennement de comprendre leur fille. Désemparés, ils sont le plus souvent soumis au bon vouloir d'Adèle et peinent à se faire obéir. Elle n'arrête pas de les tourmenter.

#### La grand-mère
Personnage secondaire qui attire plus ou moins la sympathie d'Adèle. En effet, la petite fille est persuadée que sa grand-mère est une sorcière en entendant son père dire d'elle « non mais quelle sorcière ! ».

#### Son oncle et son compagnon, Jérome
Le frère de la mère d'Adèle.

#### Charlie
La cousine d'Adèle. Elle vit au Québec (Canada), elle a un lapin nommé Jaja, qui ressemble à Ajax.

### Animaux de compagnie

#### Ajax
Il est le souffre-douleur d'Adèle. En effet, Adèle voulait adopter un bébé lion et ses parents lui ont présenté Ajax comme un « vrai » bébé lion. Mais Adèle découvre dans le premier tome qu'il s'agit bel et bien d'un chaton. Elle n'a de cesse depuis d'essayer de se débarrasser du petit animal et lui fait subir de nombreuses expériences.

#### Fizz
Il est celui sur qui les espoirs d'Adèle reposent. En effet, la petite fille est persuadée qu'il s'agit d'un bébé grizzli, alors qu'il s'agit en réalité d'un simple hamster hyperactif.

#### Jaja
Il est le lapin de compagnie de Charlie.

### Ses fréquentations

#### Geoffroy
Il est amoureux d'Adèle et serait prêt à tout pour elle. Il subit d'ailleurs les humeurs de la petite fille sans jamais se plaindre. Il est vraiment gentil d'accepter tout ce que Adèle lui fait subir.

#### Jade et Miranda
Elles sont les ennemies jurées d'Adèle. Membres du club Barbie Malibu, dont Jade est la présidente, elles représentent tout ce qu'Adèle déteste, ce qui ne manque pas de créer quotidiennement des conflits.

#### Ludovic
Ce personnage fait son apparition dans le tome 4 et marque un tournant dans la vie d'Adèle. Pour la première fois, la petite fille va tomber amoureuse et éprouver des sentiments pour quelqu'un. Mais les sentiments ne sont pas réciproques, et Ludovic voue une véritable indifférence à Adèle.

#### Mélissa, Gontran, Thomas et Louis
Ils font partie du club des bizarres, le club monté par Adèle à l'école (voir tome 5) pour contrecarrer les plans du club de Jade et ses copines. Ce club réunit les enfants rejetés par les autres élèves en raison de leurs différences. Louis rejoint le club plus tard, dans le 4ème roman.

#### Magnus
C'est l'ami imaginaire d'Adèle qui représente un citoyen révolutionnaire de la révolution française, d'après Adèle, Magnus serait mort guillotiné en 1789 et a promis à Adèle qu'après sa mort elle deviendrait son amie imaginaire. Magnus n'a peur de rien sauf des livres et CD qu'offre la grand-mère.

#### Jennyfer
Ce personnage fait son apparition dans le tome 6, c'est un véritable pot de colle pour Adèle. Elle est persuadée qu'elle et Adèle sont les meilleures amies car elle adore Adèle parce qu'elle est marrante, mais Adèle est prête à tout pour la faire changer d'avis.

#### Owen
Owen est un zombie crée par Adèle dans le tome 6, cette dernière le fait passer pour son correspondant de Transylvanie.

#### Mademoiselle Duche
Maitresse d'Adèle, elle doit souvent faire face à ses remarques sarcastiques. Son nom est révélé dans le tome 3.

## Bandes dessinées

### Tomes de la série principale
1. Tout ça finira mal (23 février 2012) (BNF 42648475)
2. L'enfer, c'est les autres (23 février 2012) (BNF 43485790)
3. C'est pas ma faute ! (28 juin 2012) (BNF 43485791)
4. J'aime pas l'amour ! (30 septembre 2012) (BNF 43613445)
5. Poussez-vous les moches ! (6 juin 2013) (BNF 43666941)
6. Un talent monstre ! (19 septembre 2013) (BNF 43766150)
7. Pas de pitié pour les nazebroques ! (5 juin 2014) (BNF 43844479)
8. Parents à vendre ! (4 décembre 2014) (BNF 44247105)
9. La Rentrée des claques (2 décembre 2015)
10. Choubidoulove (25 mai 2016) (BNF 45052572)
11. Ça sent la croquette ! (16 novembre 2016) (BNF 45159706)
12. À la pêche aux nouilles ! (14 juin 2017) (BNF 45306610)
13. Big Bisous Baveux (25 octobre 2017) (BNF 45387611)
14. Prout atomique (23 mai 2018) (BNF 45508482)
15. Funky Moumoute (17 octobre 2018) (BNF 45604399)
16. Jurassic Mamie (22 mai 2019) (BNF 45737662)
17. Karmastrophique ! (10 juin 2020) (BNF 46553815)
18. Toi, je te Zut ! (5 mai 2021) (BNF 46772051)
19. Face de Beurk ! (19 octobre 2022) (BNF 47178442)
20. J'apocalypse grave ! (5 octobre 2023) (BNF 47344795)
21. RécréACTION Générale ! (23 mai 2024) (BNF 47521841)

### Tomes de Grandes Aventures
1. Mortelle Adèle au pays des Contes Défaits (16 octobre 2019) (BNF 45823956)
2. Mortelle Adèle et la galaxie des Bizarres (21 octobre 2020) (BNF 47115751)
3. Mortelle Adèle - Show Bizarre ! (20 octobre 2021) (BNF 47136170)
4. Mortelle Adèle et les Reliques du Chat-Lune (2 novembre 2023) (BNF 47449476)
5. Mortelle Adèle sur les traces du Croquepote ! (17 octobre 2024)

### Série dérivéeAjax
1. Chat va bien ! (22 mars 2017) (BNF 47453761)
2. Chat s'arrange pas ! (18 avril 2018) (BNF 45485149)
3. Chaperlipopette (6 mars 2019) (BNF 45684157)
4. La petite grande Chaventure d'Ajax (4 avril 2024) (BNF 47521352)
5. La petite grande Chaventure d'Ajax 2 (3 avril 2025) (BNF non encore disponible)

## Romans
1. Mortel un jour, Mortel toujours (27 mai 2020) (BNF 46529760)
2. Les bêtises, c'est maintenant (24 mars 2021) (BNF 46722176)
3. Debout les bizarres (31 août 2022)
4. V.I.B. - Very Important Bizarres (1er juin 2023)

## Produits dérivés

### Jeux de société
- Défis mortels (octobre 2017)
- Poussez-vous les moches ! (octobre 2018)

### Livres de jeuxL'Extra Mortelle Adèle
1. Une nuit avec ma baby-sittrice (5 juin 2014)
2. L'Anniversaire de Jade (17 juin 2015)
3. La Révolte des bizarres ! (15 juin 2016)
4. L'Expérience interdite (7 juin 2017)

### Livres d'activité
1. Fais ta BD avec Mortelle Adèle (18 novembre 2015)
2. Fais ton cinéma avec Mortelle Adèle (22 novembre 2017)

### Livres dérivés
1. Le Journal Des Bizarres (6 avril 2023)

### Magazines

#### Chez Bayard
1. Magazine Mortelle Adèle no 1 (septembre 2019)
2. Magazine Mortelle Adèle no 2 (décembre 2019)
3. Magazine Mortelle Adèle no 3 (Mars 2020)
4. Magazine Mortelle Adèle no 4 (juillet 2020)
5. Magazine Mortelle Adèle no 5 (septembre 2020)
6. Magazine Mortelle Adèle no 6 (décembre 2020)
7. Magazine Mortelle Adèle no 7 (mars 2021)

#### Chez Prisma Média et Mr Tan & Co
1. Mortelle Adèle Le Mag' no 1 (28 juin 2023)
2. Mortelle Adèle Le Mag' no 2 (23 août 2023)
3. Mortelle Adèle Le Mag' no 3 (18 octobre 2023)
4. Mortelle Adèle Le Mag' no 4 (13 décembre 2023)
5. Mortelle Adèle Le Mag' no 5 (7 février 2024)
6. Mortelle Adèle Le Mag' no 6 (3 avril 2024)
7. Mortelle Adèle Le Mag' no 7 (18 juin 2024)
8. Méga Mortelle Adèle Le Mag' no 1 (12 juillet 2024)
9. Mortelle Adèle Le Mag' no 8 (14 août 2024)
10. Mortelle Adèle Le Mag' no 9 (16 octobre 2024)
11. Méga Mortelle Adèle Le Mag' no 2 (13 novembre 2024)
12. Mortelle Adèle Le Mag' no 10 (13 décembre 2024)

### Musique
En 2018, le chanteur Aldebert met en scène Mortelle Adèle dans la chanson Poussez-vous les moches ! sur son album Enfantillages, les 10 ans. L'actrice Dorothée Pousséo y assure la voix d'Adèle.
Aldebert compose ensuite, avec Antoine Dole aux paroles, un album entier, Mortelle Adèle – Show Bizarre, édité le 20 octobre 2021, toujours avec Dorothée Pousséo pour la voix de l'héroïne et avec la participation d'autres acteurs comme Emmanuel Curtil et Claire Guyot. Celui-ci est suivi d'un album de Noël, 365 jours pour être sage, sorti le 29 novembre 2022, composé par Vincent Blaviel et écrit par Antoine Dole
En mars 2024, sort un album de 4 titres, Very Important Bizarres ! pour accompagner la sortie d'un fascicule pour lutter contre le harcèlement mis à la disposition du public gratuitement en ligne par la maison d'édition Mr Tan & Co.

### Série animée
Une série animée est actuellement en préproduction en 2022. Après avoir donné sa voix à Adèle sur les chansons dérivées de la série, Dorothée Pousséo est choisie pour doubler le personnage principal.
L'adaptation en série animée de Mortelle Adèle devrait être prévu pour 2025.